# Koniczyna pannońska
Koniczyna pannońska, koniczyna wielkogłówkowa (Trifolium pannonicum L.) – gatunek rośliny wieloletniej należącej do rodziny bobowatych. 

## Rozmieszczenie geograficzne
Występuje w środkowej i południowo-wschodniej Europie oraz w Turcji. Szczególnie pospolita jest w rumuńskich, ukraińskich i słowackich Karpatach. 
W Polsce jest rzadka i występuje wyłącznie w Beskidzie Sądeckim i w okolicach Przemyśla. W Beskidzie Sądeckim  Bogumił Pawłowski wymienia pięć stanowisk w Paśmie Radziejowej i dwa w Paśmie Jaworzyny, ale jego dane pochodzą z 1925. Ostatnio jednak odkryto nowe stanowiska. Znajdują się na polanie Stos i przy drodze leśnej od tej polany na Kordowiec, na Suchym Groniu, na polanie Paszkowej, Jasionowej, w okolicach Brzyny oraz w należącym do Obidzy osiedlu Sopatowiec. Dwa z tych stanowisk (na polanie Paszkowej i Jasionowej) pokrywają się z podanymi przez Pawłowskiego (ale inaczej opisanymi). Bolesław Kotula podaje też kilka stanowisk w okolicach Przemyśla (na Pogórzu Przemyskim i Dynowskim), ale jego dane pochodzą z 1881 roku.
Po stronie słowackiej gatunek ten notowano na południowym Podtatrzu (np. koło Kokawy Liptowskiej).

## Morfologia

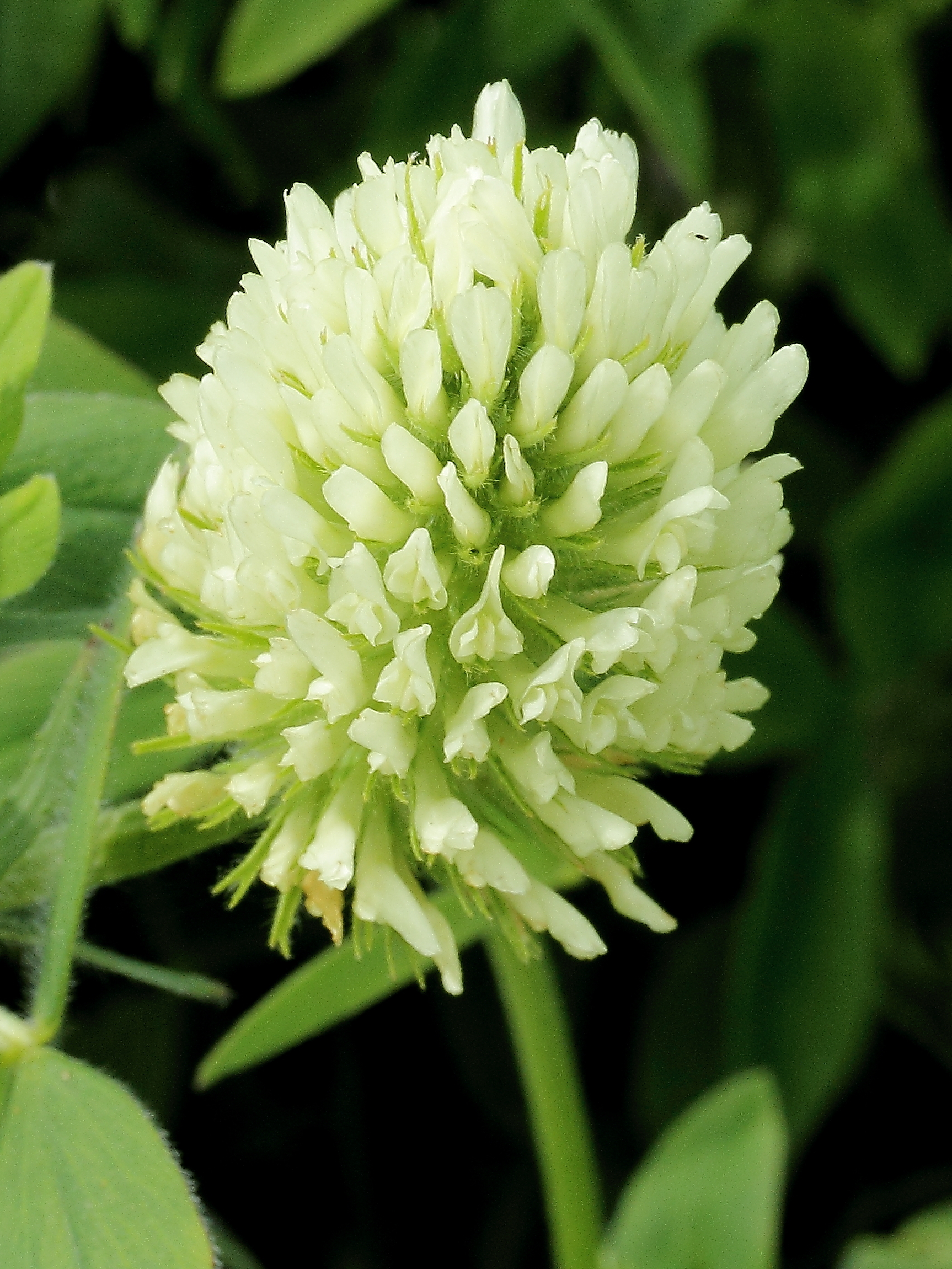
Kwiatostan

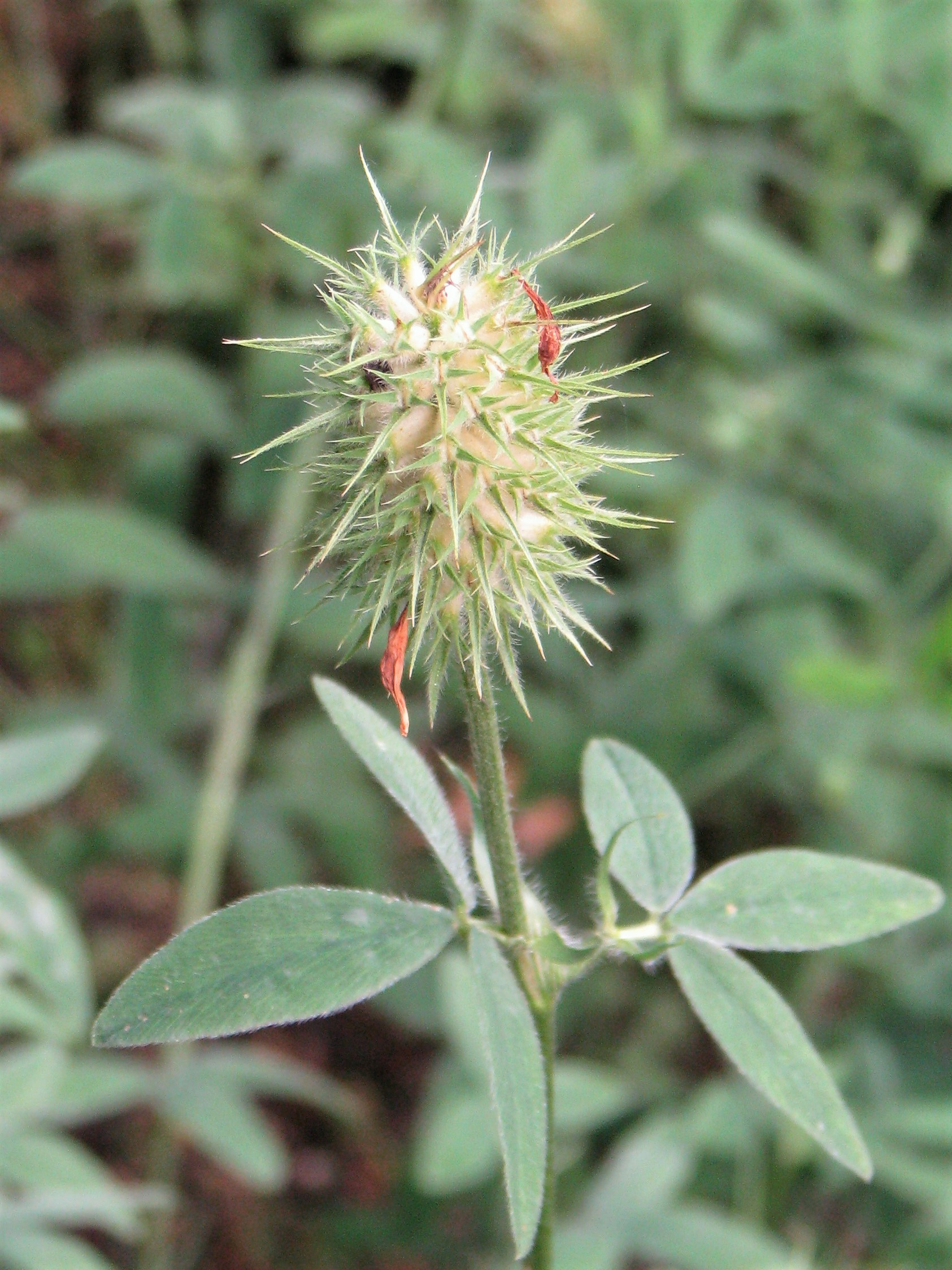
W czasie owocowania

ŁodygaWzniesiona, mocna i gruba. Osiąga wysokość 30–60 cm i jest szorstko, odstająco owłosiona.
LiścieZłożone z trzech lancetowatych lub eliptycznie podługowatych listków, 3–10 razy dłuższych niż szerokich, podobnie jak łodyga szorstko owłosionych.
KwiatyZebrane w początkowo jajowatą, później jajowatolancetowatą główkę, która od samego początku na długiej szypułce wyrasta powyżej liści. Długość główki do 6 cm. 10-nerwowy kielich ma długość 11–16 mm. Jego dolny ząbek jest znacznie dłuższy od rurki, która wewnątrz ma owłosione, pierścieniowate zgrubienie, a z zewnątrz jest odstająco owłosiona. Korona kwiatów jest żółtawobiała.

## Biologia i ekologia
Bylina, hemikryptofit. W Karpatach rośnie na łąkach i w świetlistych zaroślach, na niezbyt wilgotnych i kwaśnych glebach powstałych z rozkładu fliszu karpackiego. W Beskidzie Sądeckim wszystkie stanowiska znajdują się na wysokości 480–850 m n.p.m. Kwitnie od czerwca do lipca, jest owadopylna. Liczba chromosomów 2n = 96, 98, c. 126, 128, 130, 180 Ga (06) 3, 4, 5, 6.  

## Zagrożenia
Umieszczona na polskiej czerwonej liście w kategorii VU (narażony).
W klasyfikacji IUCN gatunek zagrożony wyginięciem (kategoria VU) w Karpatach polskich. W Polsce występuje na obszarze Popradzkiego Parku Krajobrazowego. W Brzynie w 2002 kwitnęło kilkaset osobników. Jest jednak zagrożony. Głównym źródłem zagrożenia jest zaprzestanie koszenia polan, na których występuje. Powoduje to ich zarastanie w wyniku naturalnej sukcesji wtórnej. Gatunek umieszczony w Polskiej czerwonej księdze roślin w kategorii VU (narażony).